# Radio Televizioni i Kosovës
Radio Televizioni i Kosovës (sv: Kosovos radio och television) är en public service-tjänst i Kosovo.
Den består av tv-tjänst, som sänds via det markbundna sändarnätet och digitalsatellit och två radiostationer. RTK är den största TV-kanalen i Kosovo och ses av 92% av befolkningen.